# Marian Zyndram-Kościałkowski
Marian Zyndram-Kościałkowski (IPA: [ˈmarjan ˈzɨndram kɔɕt͡ɕawˈkɔfskʲi]) (Kaunas, 16 marzo 1892 – Woking, 12 aprile 1946) è stato un politico polacco.
Ha ricoperto la carica di Sindaco di Varsavia nel 1934 e di Primo ministro della Polonia dal 1935 al 1936.

## Biografia
Appartenente ad una famiglia di nobili origini, studiò a San Pietroburgo dove si diplomò nel 1910. Mentre era ancora studente universitario, nel 1911 fondò, insieme tra gli altri a Walery Sławek, il movimento clandestino ZWC (Związek Walki Czynnej) nato per combattere a favore dell'indipendenza dall'Impero russo. Nel 1914, dopo lo scoppio della prima guerra mondiale si unì alla compagine politica del Regno del Congresso ed arruolandosi successivamente come volontario tra le file della Legione polacca.
Nel 1922 si unì al Partito Popolare Polacco "Wyzwolenie" di cui divenne vicepresidente fino al 1925. In quello stesso periodo fu eletto deputato al Sejm (la camera bassa del Parlamento polacco) per la regione di Vilnius e restò membro del Parlamento fino al 1939.
A seguito della disastrosa disfatta subita nella campagna di Polonia, fu costretto a fuggire in Romania e successivamente ad emigrare come esule in Francia fino al 1940, da dove fu costretto nuovamente a fuggire nel Regno Unito dove morì nel 1946.
Fu membro della Massoneria.